# 7291 햐쿠타케
7291 햐쿠타케(1991 XC1)는 소행성대에 있는 소행성으로, 1991년 12월 13일 일본 출신의 아마추어 천문학자 오토모 사토루(일본어: 大友 哲, おおとも さとる)가 발견했다.
일본의 아마추어 천문학자인 햐쿠타케 유지의 이름을 따온 것이다.